# Wadonville-en-Woëvre
Ne doit pas être confondu avec Vadonville.
Wadonville-en-Woëvre (prononcé [wadɔ̃vil‿ɑ̃wavʁ]) est une ancienne commune française du département de la Meuse, rattachée à Saint-Hilaire-en-Woëvre depuis 1972.
De 1972 à 2013, elle avait le statut de commune associée.

## Toponymie
Anciennes mentions :  Vodonis-villa (1106), Waudonville (1238), Vadonville (1564), Wadonville (1601), Vuadonville (1642), Uuadonville (1656), Vadoinville (1729).
D'un nom de personne germanique Waldo + villa. 
L'attribut en-Woëvre fut rajouté après 1800.

## Histoire
Avant 1790, Wadonville faisait partie du Verdunois. Sur le plan spirituel, le village dépendait du diocèse de Verdun (archidiaconé de la Rivière, doyenné d'Hattonchâtel) en tant qu'annexe de Saint-Hilaire.
En 1972 la commune de Wadonville-en-Woëvre fut réunie à celle de Saint-Hilaire-en-Woëvre sous le régime de la fusion-association. En 2013, son statut de commune associée lui a finalement été retiré.

## Administration
| Période                                  | Période | Identité     | Étiquette | Qualité |
| ---------------------------------------- | ------- | ------------ | --------- | ------- |
|                                          |         | Hubert HATON |           |         |
| Les données manquantes sont à compléter. |         |              |           |         |

## Démographie
| 1793 | 1800 | 1806 | 1821 | 1831 | 1836 | 1841 | 1846 | 1851 |
| ---- | ---- | ---- | ---- | ---- | ---- | ---- | ---- | ---- |
| 103  | 96   | 84   | 86   | 93   | 96   | 99   | 105  | 107  |

| 1856 | 1861 | 1866 | 1872 | 1876 | 1891 | 1896 | 1901 | 1906 |
| ---- | ---- | ---- | ---- | ---- | ---- | ---- | ---- | ---- |
| 99   | 111  | 114  | 112  | 100  | 83   | 71   | 66   | 63   |

| 1911 | 1921 | 1926 | 1931 | 1936 | 1946 | 1954 | 1962 | 1968 |
| ---- | ---- | ---- | ---- | ---- | ---- | ---- | ---- | ---- |
| 58   | 35   | 37   | 33   | 45   | 43   | 43   | 39   | 40   |